# Apáczai-díj
Az Apáczai-díj az RMPSZ (Romániai Magyar Pedagógusok Szövetsége) díja, amelyet 2004 óta kétévente osztanak ki. A Romániai Magyar Pedagógusok Szövetsége Országos Elnöksége által alapított Tudományos Tanács célja a közoktatásban dolgozó magyar pedagógusok tudományos tevékenységének felmérése, segítése, serkentése. Ennek érdekében folyamatosan nyilvántartásba veszi mindazokat a pedagógusokat, akik valamely területen tudományos értékű munkát végeznek, számba veszi az eddig megjelent munkákat, lehetőségei szerint népszerűsíti azokat, hogy az azonos vagy határtudományok művelői kapcsolatokat építhessenek ki egymással, esetleg közös projekteket valósítsanak meg. A Tudományos Tanács további célja, hogy méltó emléket állítson Apáczai Csere János munkásságának azáltal, hogy létrehozza a róla elnevezett díjat, és kétévente odaítéli a legjobbaknak érdemesült, önálló kötetben vagy elismert tudományos szakirányú lapban közzétett munkák szerzőinek. A díjnak van ezüst, arany és gyémánt fokozata is.

## Díjazottak

### 2014
- Erdély Judit: Fatikus beszéd
- Kiss Kálmán: Túrterebes földrajzi neveinek története
- Török Árpád: Észak-Erdély–Bukovina útikalauz – Természettudományok területén;
- Vincze Zoltán: A kolozsvári régészeti iskola a Pósta Béla-korszakban (1899–1919)

Gyémánt fokozat:
- Bencze Mihály: Selected Problems and Theorems of Analytic Inequalities

Arany fokozat:
- József Álmos: Mire a falevelek lehullanak…

Ezüst fokozat:
- Balázs Lajos: Rituális szimbólumok a székely-magyar jelképkultúra világából
- Nagydobai Kiss Sándor: Nemzetközi matematikai szakfolyóiratokban megjelent cikkek gyűjteménye

### 2012
- Bencze Mihály: Selected Chapters of Mathematical Analysis, Octogon magazin, Tudományos dolgozatok, Mathematical education in the current european context 2010, Mathematical education in the current european context 2011;
- Gaal György: Kolozsvár – Történelmi városkalauz

Ezüst fokozat
- József Álmos: Sepsiszentgyörgy képes története
- Olosz Ferenc: Egyenletek − I. Megoldási módszerek, II. Feladatgyűjtemény

### 2010
- Brassai László: Válasz a kockázati társadalomra
- Lakatos István: Csíkszentmiklós, a megtartó falu

Ezüst fokozat
- Bencze Mihály: Erdélyi és nemzetközi magyar matematika versenyek 1+2
- dr. Fazakas István: Tanügyi rendszerek Erdélyben a XIX-XX. században
- Muhi Sándor: Építészet Szatmáron

### 2008
Honismeret, helytörténeti monográfia
- Dicséret: Farkas Aladár (A borszéki ásványvíz-palackozás története)
- Fazekas Lóránd (Hit és hagyomány Kökényesd vallási életében, Tanári életutak)
- Király László (A romániai magyarság története munkafüzet)

Humán tudományok
- Apáczai-díj: Dr. Péter Sándor (Térszínformanevek és vízrajzi köznevek felső-háromszéki helynevekben)

Természettudományok
- Apáczai-díj: Kiss Sándor (Analitikus geometriai módszerek komparatív vizsgálata)
- Dicséret: Bencze Mihály (A mathematical problem book)
- Bakó Botond Béla (A Fenichel-hagyaték története)

Neveléstudomány módszertan pszichológia
- Apáczai-díj: Szabó K. Attila (Az erdélyi tanító- és óvóképzés története)
- Dicséret: Fazakas István (Erdély nagy pedagógusai)

Óvodai és elemi oktatás
- Dicséret: Szabó Imola (Az iskolai alkalmasság mérése az I. osztály előkészítő időszakában

### 2006
Természettudományok
Óvodai-, alsó tagozatos (I-IV.) kategória
- Dicséret:

Csegzi Mária Judit Szorzótábla, Hoppá Kiadó,
Kolozsvár, 2005
Törtek, Hoppá kiadó,
Kolozsvár, 2005
Általános iskolák és középiskolák (V-XII.) kategória
- Apáczai díj:

Bencze Mihály Octogon 2005/2006, Fulgur Kiadó, Brassó, 2005/2006
- Elismerés:

Piros Emese Erzsébet: Tudom-e – összefoglaló feladatlap matematikából
Neveléstudomány módszertan pszichológia
Általános iskolák és középiskolák (V-XII.) kategória
- Apáczai díj:

dr. Fazakas István Tanügyi rendszerek Erdélyben a XVIII. század végéig, Pallas Akadémia, Csíkszereda, 2006
- Dicséret:

Lőrincz József A kultúraváltás sikeréért, Apáczai Csere János Pedagógusok Háza, Csíkszereda, 2006
- Elismerés:

Simó Ildikó - Bartha Márta: Osztálynevelői kézikönyv tanítóknak

### 2004
Humántudományok
- Apáczai-díj: dr. Gaál György, a kolozsvári Brassai Sámuel Gimnázium, és Muhi Sándor, a szatmárnémeti Kölcsey Ferenc Gimnázium tanára.
- Dicséret: dr. Fazakas István kolozsvári tanár
- Dicséret: Kovács István csíkvacsárcsi tanár
- Dicséret: Péter Sándor sepsiszentgyörgyi tanár
- Dicséret: Szőcs Mária csíkvacsárcsi tanár

Reáltudományok
- Apáczai-díj: Olosz Ferenc, a szatmárnémeti Kölcsey Ferenc Gimnázium matematikatanára.
- Dicséret: Fazekas Loránd szatmárnémeti tanár
- Dicséret: Kovács Barna marosvásárhelyi tanár
- Dicséret: Simon József csíkszeredai tanár